# Sminthopsis butleri
Sminthopsis butleri is een roofbuideldier uit het geslacht van de smalvoetbuidelmuizen. De wetenschappelijke naam van de soort werd voor het eerst geldig gepubliceerd door Mike Archer in 1979.

## Kenmerken
De bovenkant is geelbruin tot grijs, de onderkant wit. De dunne, spaarzaam behaarde staart is ongeveer even lang als de kop-romp. De kop-romplengte bedraagt 75 tot 88 mm, de staartlengte 72 tot 90 mm, de achtervoetlengte 16 tot 19 mm, de oorlengte 14 tot 17 mm en het gewicht 10 tot 20 g.

## Voorkomen
De soort is slechts bekend is van Kalumburu in het noorden van de Kimberley (West-Australië) en de eilanden Bathurst en Melville in het Noordelijk Territorium. Daar leven ze in open bos op zandgronden op niet meer dan 20 km van de kust. Een vermeende populatie op Nieuw-Guinea is later als S. archeri geïdentificeerd.
Sminthopsis aitkeni · Sminthopsis archeri · Sminthopsis bindi · Sminthopsis boullangerensis · Sminthopsis butleri · Dikstaartsmalvoetbuidelmuis (Sminthopsis crassicaudata) · Sminthopsis dolichura · Sminthopsis douglasi · Sminthopsis froggatti · Sminthopsis fuliginosus · Sminthopsis gilberti · Sminthopsis granulipes · Sminthopsis griseoventer · Sminthopsis hirtipes · Sminthopsis leucopus · Sminthopsis macroura · Gewone smalvoetbuidelmuis (Sminthopsis murina) · Sminthopsis ooldea · Sminthopsis psammophila · Sminthopsis stalkeri · Sminthopsis virginiae · Sminthopsis youngsoni